# Athanasía Anagnostopoúlou
Athanasía « Sía » Anagnostopoúlou (grec moderne : Αθανασία Αναγνωστοπούλου), née le 22 mars 1959 à Patras, est une femme politique grecque, membre du parti SYRIZA.

## Biographie
Aux élections législatives grecques de janvier 2015, elle est élue députée au Parlement grec sur la liste de la SYRIZA dans la circonscription de l'Achaïe.